# 中国人民解放军国防大学政治学院西安校区
中国人民解放军国防大学政治学院西安校区，位于陕西省西安市碑林区朱雀大街146号，隶属中国人民解放军国防大学政治学院。

## 沿革
1977年9月,组成了筹建领导小组。1977年11月，经中央军委批准，中国人民解放军西安政治学校成立。1978年3月举行了学校成立暨第一期开学典礼。成立了哲学、政治经济学、科学社会主义、中共党史、军队政治工作和军事等7个教研室。编3个学员大队和12个学员队。
1986年6月9日，更名中国人民解放军西安政治学院。对学员分组织、干部、纪检、保卫、群众、联络、文秘、痕检、政法、影视技术专业，学制为半年、1年、2年、3年共四类。从1988年开始,学院招收硕士研究生。2004年，调整为副军级任职教育院校。2011年，确定为系统任职教育院校，主要担负全军政工干部培训（轮训）、军事司法干部培训、研究生培养任务。2012年9月，经中央军委批准，被定为“全军对外开放单位”。截至2016年，该学院的校区由西安市朱雀大街教学区、友谊西路生活保障区、长安校区、延安革命传统教学基地、高塘军事训练基地组成。
2012年3月30日，中国人民解放军西安政治学院长安校区开工奠基仪式在郭杜教育科技产业开发区举行。
2016年，在深化国防和军队改革中，其原来的上级单位中国人民解放军总政治部撤销，该院改隶中央军事委员会训练管理部。
2017年上半年，该院转隶中国人民解放军国防大学，起初改为中国人民解放军国防大学政法学院。不久即在2017年9月开学前改为中国人民解放军国防大学政治学院西安校区。

## 历任领导

### 西安政治学校
| 校长 1. 陈赤虹（1978年3月—1983年5月） 2. 石明（1983年5月—1986年6月） 副校长 - 项丹（1978年7月—1983年5月） - 贾礼峰（1978年7月—1981年2月） - 刘德润（1978年7月—1983年5月） - 吴登云（1980年7月—1983年5月） - 薛真（1982年7月—1985年2月） - 顾昆（1983年8月—1986年6月） | 政治委员 1. 张鹤田（1978年3月—1983年5月） 2. 吴登云（1983年5月—1986年6月） 副政治委员 - 石兢（1978年11月—1981年2月） - 宁必成（1979年6月—1983年5月） - 王公良（1983年5月—1986年6月） |

### 西安政治学院
| 院长 1. 石明（1986年6月—1988年8月） 2. 罗邦杰 少将（1989年1月—1992年8月） 3. 杨双才 少将（1992年8月—？） 4. 张天荣 少将（1998年8月—2004年1月） 5. 刘家新 少将（2004年1月—2006年11月） 6. 齐三平 少将（2006年11月—2011年） 7. 张本正 少将（2011年—2014年） 8. 李昆明 少将（2014年—2017年） 副院长 - 顾昆 少将（1986年6月—1990年9月） - 罗邦杰 少将（1986年6月—1989年1月） - 陆恂 少将（1988年11月—1992年8月） - 吴永川 少将（1990年9月—1990年10月） - 周大可 少将（1990年10月—1993年7月） - 刘世民 少将（1992年8月—1993年7月） - 周深远 少将（1993年7月—？） - 陈书山 少将（？—？） - 刘家新 少将（？—？） - 王禄林 少将（？—？） - 张本正 少将（？—2011年） - 孙茂茂 少将（？—？） - 乔军 少将（？—？） - 邓秦云 少将（2011年—？） - 陶传铭 少将（？—？） - 陈耿 少将（？—？） | 政治委员 1. 朱京 少将（1989年1月—1989年4月） 2. 孟仲仁 少将（1989年4月—1992年8月） 3. 范廷宇 少将（1992年8月—1994年8月） 4. 王仁银 少将（1994年8月—2000年8月） 5. 杨达璋 少将（2000年8月—2005年） 6. 江树培 少将（2005年—2009年） 7. 刘强 少将（2009年—2013年） 8. 薛保国 少将（2013年—2016年） 9. 佟海青 少将（2016年—2017年） 副政治委员 - 朱京 少将（1986年6月—1989年1月） - 韩为工 少将（？—？） …… - 焦会德 少将（？—2012年） - 吴跃华 少将（2012年—？） |

| 训练部部长 - 武文孝 少将（？—？） - 谭海鹰 少将（？—？） - 凌空 少将（？—？） - 陶传铭 少将（？—？） | 政治部主任 - 贾方 少将（1986年8月—1988年11月） - 石惠卿 少将（1989年3月—1992年9月） - 徐显奇 少将（？—？） - 刘收麦 少将（？—？） - 江树培 少将（？—2005年） - 吴跃华 少将（2005年—2012年） - 徐自军 少将（2012年—2017年） |

| 科研部部长 …… - 陶传铭（？—？） - 杨邦荣（？—？） - 王书道（？—2017年） | 院务部部长 |

### 国防大学政治学院西安校区
| 主任 - 胡卫平（2017年—） | 政治委员 - 曾爱国（？年—） |